# Rio Grande Southern Railroad Derrick Car
Le Rio Grande Southern Railroad Derrick Car est un wagon ferroviaire américain exposé à Cimarron, dans le comté de Montrose, au Colorado. Protégé au sein de la Curecanti National Recreation Area, ce wagon-grue de la Denver and Rio Grande Western Railroad est lui-même inscrit au Registre national des lieux historiques depuis le 10 mai 2010.